# 709-я пехотная дивизия (вермахт)
709-я пехотная дивизия (нем. 709. Infanterie-Division) — тактическое соединение сухопутных войск вооружённых сил нацистской Германии периода Второй мировой войны.

## История существования
709-я гарнизонная пехотная дивизия была создана в мае 1941 года для захвата французских территорий, которые оставались неподвластными немецким войскам и не признавали правительство Виши как законное правительство Франции. Дивизия обороняла французское атлантическое побережье (в 1944 году были размещены 23 дивизии на побережье протяжённостью 2 тысячи километров). Как и все гарнизонные дивизии, 709-я не была оснащена каким-либо транспортом или тяжёлым вооружением, поэтому либо не совершала длительные переходы, либо совершала их на лошадях. 709-я дивизия защищала восточное и северное побережья полуострова Котентан, в том числе и Юта-бич. В число территорий, которые контролировала эта дивизия, входил 250-километровый фронт от северо-востока Карентана через страссу Барфлёр-Шербур до западного мыса Барневилль, а также 65-километровый шербурский фронт.
В число солдат дивизии входили как пленники, так и восточные «легионеры» — участники добровольческих военных подразделений, воевавшие на Восточном фронте. Два батальона из 739-го пехотного полка дивизии состояли из грузинских добровольцев и пленников, ещё два батальона назывались «восточными» в документах. Этими подразделениями руководили немецкие офицеры. У большинства солдат почти не было боевого опыта, а после строительства оборонительных линий Атлантического вала понизилась боеспособность даже опытного 739-го пехотного полка.
Дивизия участвовала в обороне Нормандии во время высадки союзных войск. На Юта-бич солдаты вступили в бой с 4-й пехотной дивизией армии США. Большинство солдат были плохо вооружены, что привело к большим жертвам среди немецкой дивизии. В конце концов, в битве за Шербур была уничтожена почти полностью вся дивизия, а остатки выживших бойцов сдались в плен.

## Структура
- 729-й гарнизонный пехотный полк (включая 649-й восточный батальон)
- 739-й гарнизонный пехотный полк (включая 461-й и 795-й грузинские батальоны)
- 919-й пехотный полк (переведён из 242-й пехотной дивизии в октябре 1943)
- 1709-й артиллерийский полк
- 709-й противотанковый артиллерийский дивизион
- 709-й инженерный батальон
- 709-й связной батальон

## Командующие
- Генерал-майор Арнольд фон Вессель (нем. Arnold von Beßel) (3 мая 1941 — 15 июля 1942);
- Генерал-лейтенант Альбин Наке (нем. Albin Nake) (15 июля 1942 — 15 сентября 1943);
- Генерал артиллерии Курт Яхн (нем. Curt Jahn) (15 сентября — 1 июля 1943);
- Генерал-майор Эккард фон Гейсо (нем. Eckkard von Geyso) (1 июля — 12 декабря 1943);
- Генерал-лейтенант Карл-Вильгельм фон Шлибен (нем. Karl-Wilhelm von Schlieben) (12 декабря 1943 — 23 июня 1944).